# Уляга
Уляга (англ. Uliaga Island) — один из Четырёхсопочных островов, Аляска, США. Административно остров относится к американскому штату Аляска.

## География
Уляга — скалистый необитаемый остров округлой формы диаметром около 3,8 км. Самый северный из Четырёхсопочных островов. На острове находится потухший вулкан. Наивысшая точка 888 м над уровнем моря. Климат на острове холодный морской, с частыми туманами и осадками.